# Гратанген
Гратанген (норв. Gratangen) — коммуна в губернии Тромс в Норвегии. Административный центр коммуны — город Орстейн. Официальный язык коммуны — нейтральный. Население коммуны на 2007 год составляло 1168 чел. Площадь коммуны Гратанген — 313,13 км², код-идентификатор — 1919.

## История населения коммуны
Население коммуны за последние 60 лет.

Статистика коммуны Гратанген